# 姜暢雄
姜暢雄（日语：／ Kyō Nobuo，1979年3月23日—）為兵庫縣姬路市出身的韓裔日籍男演員。身高181公分，血型O型，興趣為看電影，專長為棒球、足球和滑雪。現所屬經紀公司為Cube Group。
1998年日本Junon雜誌，第十一回JUNON SUPER BOY選拔中，獲得「雜誌讀者投票第一位」及「最上鏡頭」獎。經過電影及舞台劇磨練，2002年演出《忍風戰隊HURRICANEGER》的角色霞一鍬在電視劇中初次亮相，隨後也在朝日電視台、NHK等演出連續劇，另外也在廣告、舞台劇等相當活躍。
主要的演出作品有NHK晨間小說連續劇《若葉》、電視劇《圈套3》、《花樣少年少女》、電影《NANA 2》。

## 電視劇
- 忍風戰隊破裏劍者（2002年 - 2003年、朝日電視台）：飾演 霞一鍬 / クワガライジャー
- OL錢道（2003年、朝日電視台）：飾演 小野崎拓郎
- TRICK 第3部（2003年、朝日電視台）：飾演 菊池愛介
- TRICK 新作特別篇（2005年、朝日電視台）：飾演 菊池愛介
- 主播台女王 第7話（2006年、富士電視台）：飾演 濱田
- 新・科搜研之女'06 第1話（2006年、朝日電視台）：飾演 三浦拓海
- 料理新鮮人 第10話（2007年、日本電視台）：飾演 清水英明
- 花樣少年少女（2007年、富士電視台）：飾演 奧斯卡・M・姬島（姬島正夫）
- 談判尤物 第1、2話（2008年、朝日電視台）：飾演 佐久間祐二
- 沒有玫瑰的花店 第2話（2008年、富士電視台）
- 假面騎士KIVA 第1話（2008年、朝日電視台）：飾演 津上カオル
- 絕對彼氏 第1話（2008年、富士電視台）：飾演 石關隼人
- 81diver 第2話（2008年、富士電視台）：飾演 マムシ
- 少年刑警 第9話・第10話（2008年、富士電視台）：飾演 伊能孝義
- 花樣少年少女〜卒業式＆7又1/2話特別篇（2008年、富士電視台）：飾演 奧斯卡・M・姬島
- 名人與貧乏太郎（2008年、富士電視台）：飾演 西山（東鄉十三）
- 我的帥管家（2009年、富士電視台）：飾演 根津
- 人生重啟 第2話（2009年、讀賣電視台）：飾演 河上高久
- 必殺仕事人2009 第20話（2009年6月12日、朝日放送）：飾演 津田兵馬
- 惡魔的愛情（2009年、關西電視台）：飾演 藤井雅之
- 警部補 矢部謙三（2010年、朝日電視台）：飾演 菊池愛介
- 推理要在晚餐後 第2話（2011年、富士電視台）：飾演 若林修二
- 浪花少年偵探團 第2話（2012年、TBS）：飾演 岩本俊一
- 高中入學考（2012年、富士電視台）：飾演 寺島俊章
- 沙希 第1話（2013年、關西電視台）：飾演 中川肇
- 王牌女行員花咲舞 第7話（2014年、日本電視台）：飾演 友田浩次郎
- 警視廳搜查一課9係 第九季 第7話（2014年、朝日電視台）：飾演 藤木俊一
- ST 警視廳科學特搜班#電視劇ST 警視廳科學特搜班 第7話（2014年、日本電視台）：飾演 辛島秋仁
- 偵探的偵探（2015年、富士電視台）：飾演 沼園賢治
- 石川五右衛門 第7話・最終話（2016年、東京電視台）：飾演 霧隱才藏
- 謊言戰爭（2017年、關西電視台）：飾演 七尾伸二
- 刑警弓神 第4話（2017年、富士電視台）：飾演 大山昇
- 大阪環狀線 每人在車站的愛情故事 第三季 第4話（2018年、關西電視台）：飾演 大河
- 警視廳零係 THIRD SEASON 第5話 - 第7話（2018年、東京電視台）：飾演 桐谷英人
- 遺留搜查 新作SP1（2019年、朝日電視台）：飾演 福本貞夫
- 警視廳 搜查一課長2020 第11話（2020年、朝日電視台）：飾演 鳩村直道
- 競爭的維護者 第7話（2022年、富士電視台）：飾演 山邊純次
- 再會了，美好時光（2023年、東京電視台）：飾演 森恭一
- 世界奇妙物語 秋之特別篇「永遠的二人」（2023年、富士電視台）：飾演 三田隊長

## 外部連結
- （日語） Cube Inc. （页面存档备份，存于）（所屬事務所）
- （日語） 姜暢雄オフィシャルブログ「今日も姜の風が吹く」 （页面存档备份，存于）

| 前任： 柴木丈瑠 （百獸戰隊牙吠連者） | 日本超級戰隊系列藍色戰士演員 忍風戰隊破裏劍者 同期：長澤奈央 2002年2月17日-2003年2月9日 | 繼任： 富田翔 （爆龍戰隊暴連者） |